# Emmett Hardy
Pour les articles homonymes, voir Hardy.
Emmet Hardy, né le 12 juin 1903 en Louisiane et mort le 16 juin 1925, est un cornettiste de jazz américain.
Issu d'une famille de musiciens qui se produisaient déjà à la fin du XIXe siècle, il joue du piano et de la guitare avant de passer au cornet. Il intègre à l'âge de 14 ans l'orchestre de Papa Jack Laine, passe ensuite dans diverses formations dont le Brownlee's Orchestra of New Orleans de Norman Brownlee (nl),, puis intègre le Bee Palmer's New Orleans Rhythm Kings de la chanteuse Bee Palmer (en). Il joue plusieurs mois sur un bateau à vapeur, avant de rejoindre pour un temps les New Orleans Rhythm Kings à Chicago. Il meurt prématurément de la tuberculose à 22 ans.
Le Metropolitan Jazz Octet (en) lui rend hommage dans The Ballad of Emmett Hardy,.